# За горами, за лісами
«За горами, за лісами» — радянський телефільм 1973 року, знятий режисером Віктором Окунцовим на студії «Лентелефільм».

## Сюжет
Про двох художників-антиподів. Один художник — Вавіла де Мазіла — має власну майстерню, учнів і малює «картини» на потребу натовпу. Інший художник, Єрьома, вирушає до Тридесятого Царства шукати Чудо-Камінь, щоб закарбувати на ньому чудовий образ. У дорозі з ним трапляються різні пригоди.

## У ролях
- Наталія Захарова — Фея
- Сергій Массарський — головна роль
- Павло Панков — головна роль
- Віктор Перевалов — розбійник, заступився за Єрьому
- Анатолій Столбов — начальник варти
- Микола Трофімов — цар Горох

## Знімальна група
- Режисер — Віктор Окунцов
- Сценарист — Олександр Хазін
- Оператор — Віталій Ананьєв
- Композитор — Віктор Лебедєв